# Tati Minerato
Tatiane Minerato Silva (São Paulo, 29 de março de 1988), mais conhecida como Tati Minerato, é uma passista brasileira. É irmã de Ana Paula Minerato.

## Carnaval
Tati começou a desfilar no Carnaval de São Paulo pela Gaviões da Fiel em 2002. Entre 2006 e 2008 assumiu o posto de Musa da Gaviões, representando a escola no concurso Musas do Carnaval 2006 do Caldeirão do Huck, no qual ficou em segundo lugar;Também voltou a representar a Gaviões no mesmo concurso em 2008 e 2009. Entre 2009 e 2017 foi alçada ao posto de rainha de bateria da escola de samba. Paralelamente, em 2012, também desfilou como Musa da Unidos do Paraventi no Carnaval de Guarulhos, conciliando com o Carnaval de São Paulo. Em 2018, um mês antes do Carnaval, se envolveu em uma briga física com Renatta Teruel, que era Imperatriz da Gaviões, durante o ensaio técnico no Sambódramo, sendo que ambas não desfilaram naquele ano e foram dispensadas pela escola.
Em 2019, após um ano sem desfilar, estreou no Carnaval do Rio de Janeiro como Musa da Unidos de Vila Isabel, permanecendo apenas aquele ano. Em 2020 retornou ao Carnaval de São Paulo como Musa da Águia de Ouro.

## Televisão
Em 2011 participou da terceira temporada do reality show Hipertensão. Em 2013 apresentou o Funk Five na RedeTV!. Em 2018 participou da terceira temporada do reality show Power Couple Brasil junto com seu marido, Marcelo Galático, sendo vencedores.

## Vida pessoal
Em 2008 começou a namorar o empresário Marcelo Galático, com quem se casou oficialmente em 6 de julho de 2018. Três meses depois do casamento, no entanto, o casal se separou.

## Filmografia

### Televisão
| Ano  | Título              | Cargo         | Notas                     |
| ---- | ------------------- | ------------- | ------------------------- |
| 2006 | Caldeirão do Huck   | Participante  | Quadro: Musas do Carnaval |
| 2011 | Hipertensão         | Participante  | Temporada 3               |
| 2013 | Funk Five           | Apresentadora |                           |
| 2018 | Power Couple Brasil | Participante  | Temporada 3               |